# Niphotrichum
Niphotrichum là một chi rêu trong họ Grimmiaceae.